# Богдани (Вишгородський район)
Богдани́ — село у складі Вишгородського району Київської області, Україна. Входить до складу Димерської селищної громади. Розташоване на березі гирла річки Тетерів, яка впадає в Київське водосховище.

## Історія
З 1783 року с. Богдани разом з Горностайполем, Пилявою та Дитятками належало поміщику Ганському. В 1854 році Горностайпіль, Богдани, Дитятки, Пиляву купили тверські поміщики Шубинський і Кожин.
У книзі 1864 року сказано: «Богданы на правой стороне Тетерева, напроти предместья Грини, Жителей обоего пола 138. Близ него примечательно болото, называемое Хотилов».
До 1941 року в селі був дерев'яний міст, що сполучав Богдани та Грині (Лапутьки). Міст був спалений військами РСЧА під час втечі на лівобережжя України.
До 1977 року діяла поромна переправа.
В  лютому-березні 2022 року село було окуповане російськими загабниками.

## Видатні люди
- Сергій Губерначук — український поет, актор, драматург, читець, співак, автор пісень, який присвятив селу пісню[3]:

| Крізь душі, крізь віру, Крізь правду святу Колишуться мрії, як ліс на вітру! З нас предки глядять на сучасне село І думають нами, щоб щастя жило! Приспів: Цим світом дани – і миром дани – І Господом Богом дани Богдани! Цим Світом дани – і миром дани – І Господом Богом дани Богдани! З прадавніх часів – од Ритнів до Гринів – Освячено шлях золотих Богданів! Йшло вірне козацтво з Русі – в Білорусь, Боронячи правду дідів і матусь! Приспів. Ми, діти твої, богданівські струмки! Нас хвилі несуть у Дніпро надстрімкий! Пішли же нам, Боже, на кожен наш час Покрову, Різдво, Паску, Трійцю і Спас! |

## Галерея

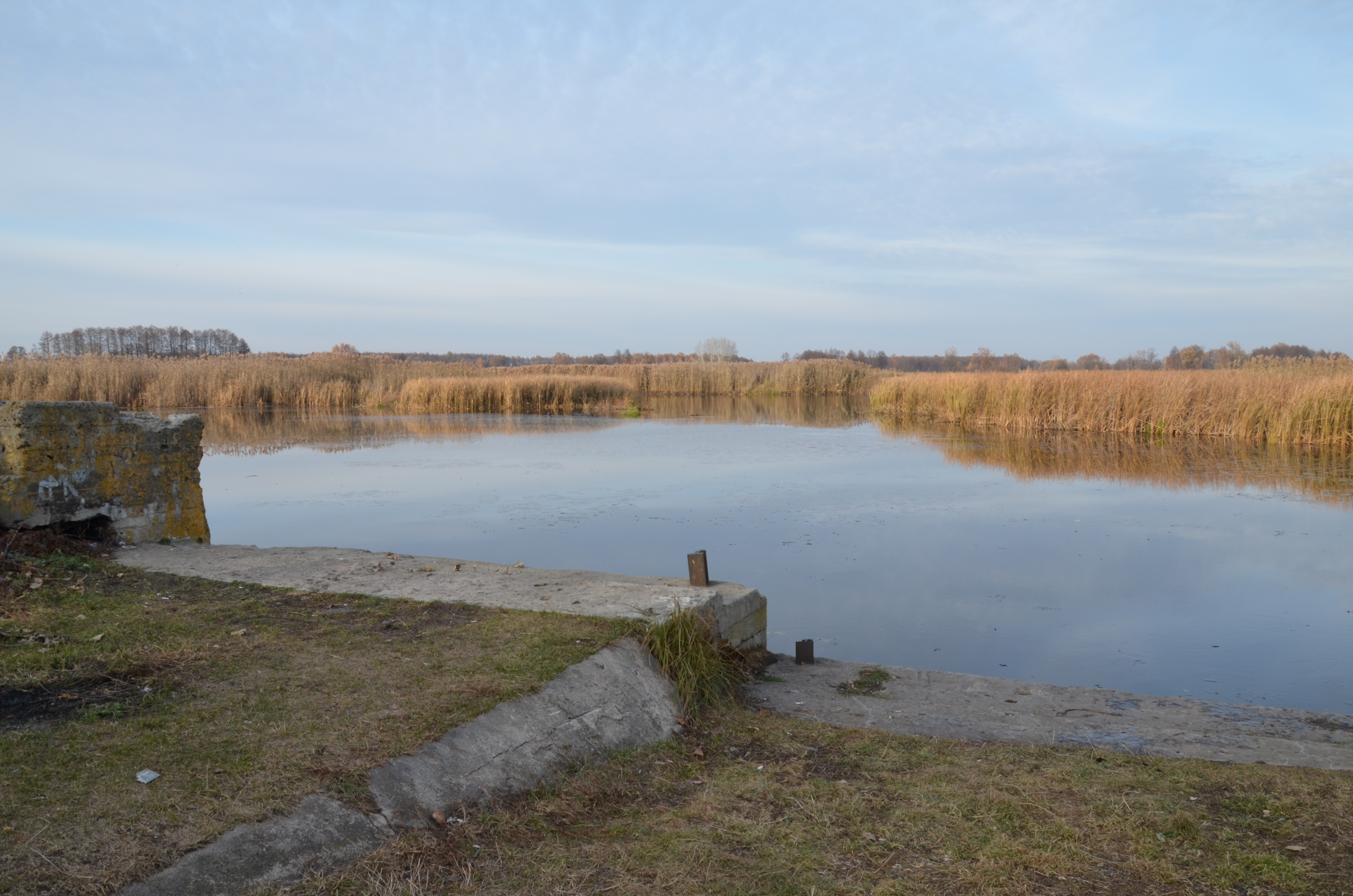
Колишня пристань у Богданах
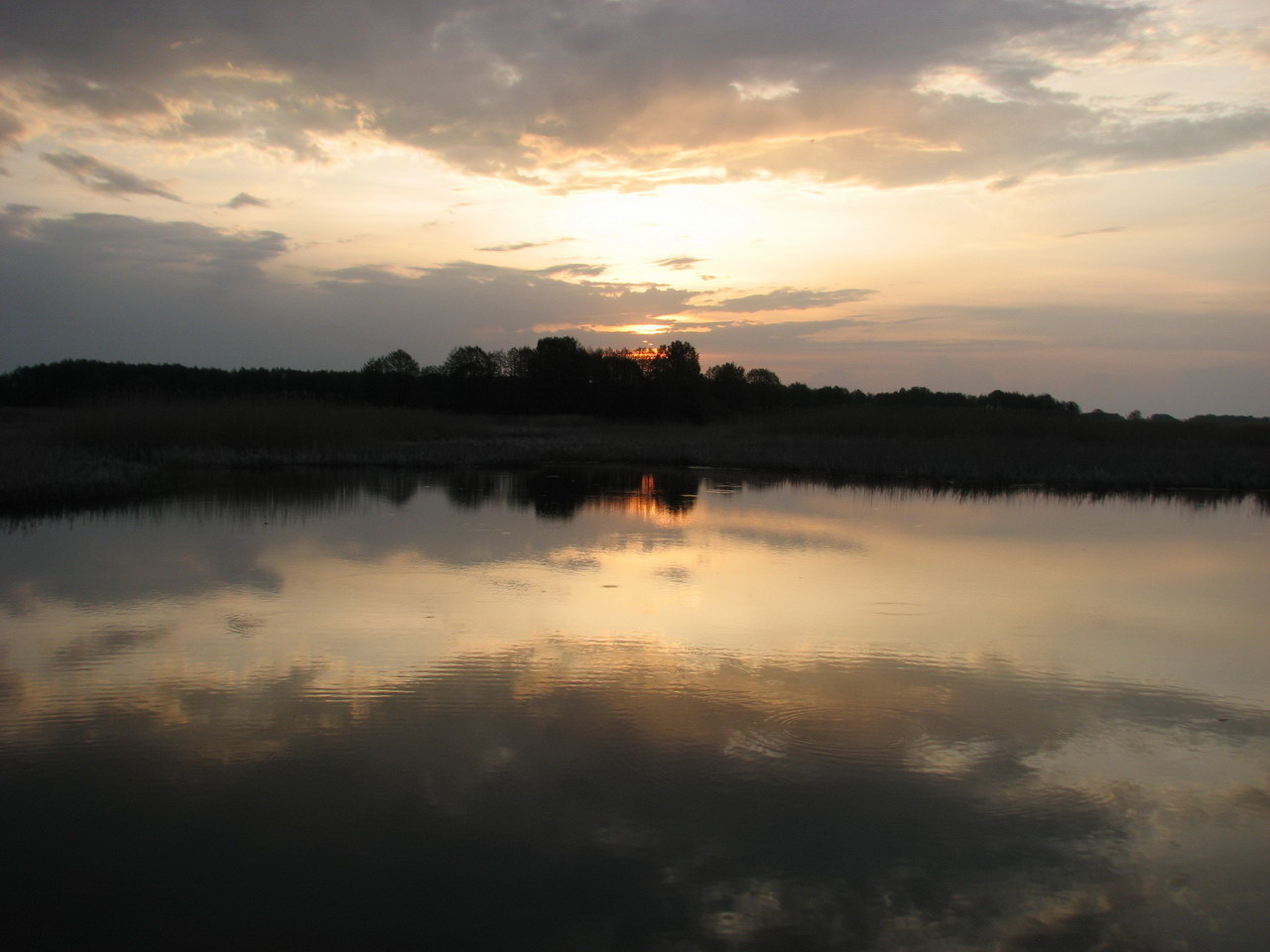
Схід сонця на пристані в Богданах
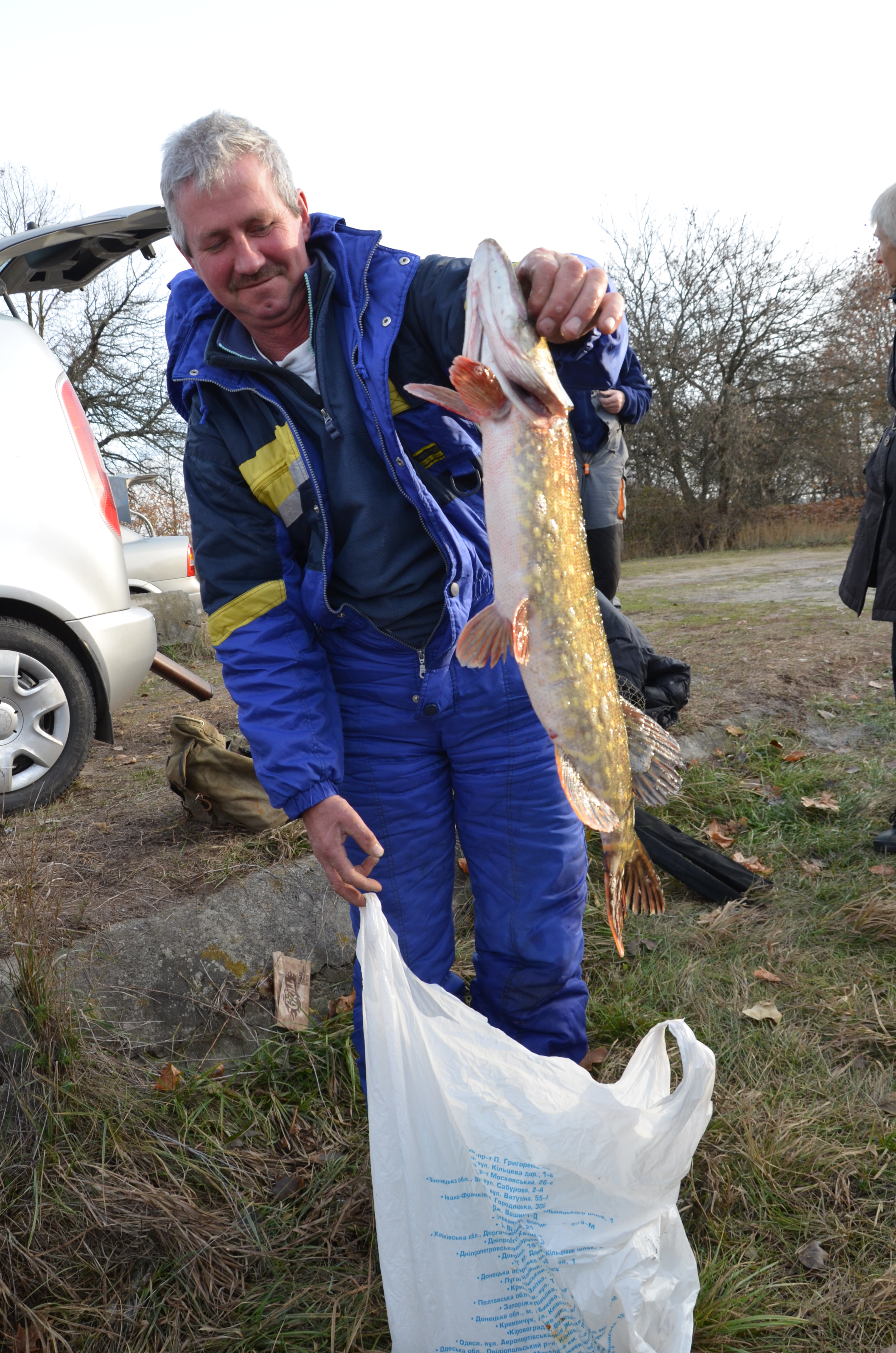
Риболовля в Богданах